# Cyrtodactylus irianjayaensis
Cyrtodactylus irianjayaensis là một loài thằn lằn trong họ Gekkonidae. Loài này được Rösler mô tả khoa học đầu tiên năm 2001.